# Finnbogadóttir
Finnbogadóttir ['fɪnpɔɣaˌsɔn] ist ein isländischer Personenname. 

## Herkunft und Bedeutung
Der Name ist ein Patronym und bedeutet „Tochter des Finnbogi“. Die männliche Entsprechung des Namens ist Finnbogason („Sohn des Finnbogi“).

## Bekannte Namensträger
- Vigdís Finnbogadóttir (* 1930), isländische Politikerin und Präsidentin zwischen 1980 und 1996